# Niger na Mistrzostwach Świata w Lekkoatletyce 2011
Niger na Mistrzostwach Świata w Lekkoatletyce 2011 był reprezentowany przez 2 zawodników – 1 kobietę i 1 mężczyznę.

## Wyniki reprezentantów Nigru

### Mężczyźni

#### Konkurencje biegowe
| Konkurencja   | Zawodnik             | Runda 1  | Runda 1 | Półfinał | Półfinał | Finał    | Finał   |
| Konkurencja   | Zawodnik             | Rezultat | Pozycja | Rezultat | Pozycja  | Rezultat | Pozycja |
| ------------- | -------------------- | -------- | ------- | -------- | -------- | -------- | ------- |
| Bieg na 400 m | Abdourazak Rabo Sama | DSQ      |         |          |          |          |         |

### Kobiety

#### Konkurencje biegowe
| Konkurencja   | Zawodniczka        | Runda 1    | Runda 1 | Runda 2  | Runda 2 | Półfinał | Półfinał | Finał    | Finał   |
| Konkurencja   | Zawodniczka        | Rezultat   | Pozycja | Rezultat | Pozycja | Rezultat | Pozycja  | Rezultat | Pozycja |
| ------------- | ------------------ | ---------- | ------- | -------- | ------- | -------- | -------- | -------- | ------- |
| Bieg na 100 m | Nafissa Souleymane | 12,74 (PB) | 19      |          |         |          |          |          |         |